# Amphorophora pacifica
Amphorophora pacifica är en insektsart. Amphorophora pacifica ingår i släktet Amphorophora och familjen långrörsbladlöss. Inga underarter finns listade i Catalogue of Life.